# Distrikt San Pedro de Pilas

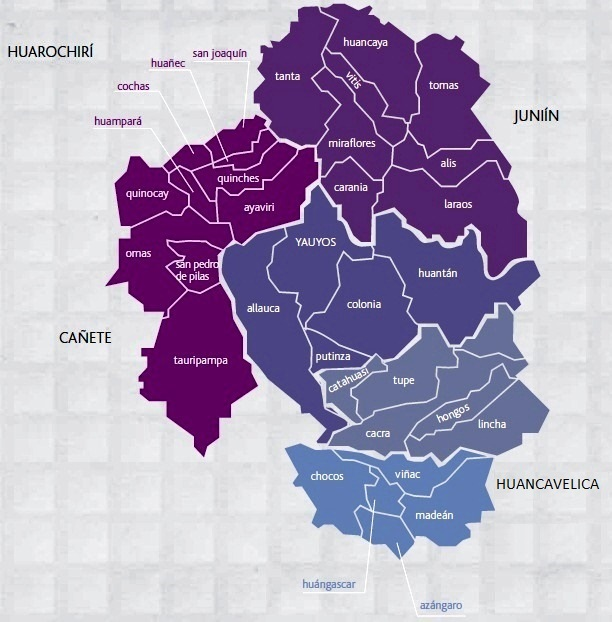
Karte der Provinz Yauyos

Der Distrikt San Pedro de Pilas liegt in der Provinz Yauyos in der Region Lima im zentralen Westen von Peru. Der Distrikt wurde am 11. Oktober 1957 gegründet. Er besitzt eine Fläche von 100 km². Beim Zensus 2017 wurden 311 Einwohner gezählt. Im Jahr 1993 lag die Einwohnerzahl bei 464, im Jahr 2007 bei 418. Sitz der Distriktverwaltung ist die 2656 m hoch gelegene Ortschaft San Pedro de Pilas mit 247 Einwohnern (Stand 2017). San Pedro de Pilas befindet sich 40 km westlich der Provinzhauptstadt Yauyos.

## Geographische Lage
Der Distrikt San Pedro de Pilas befindet sich in der peruanischen Westkordillere im Westen der Provinz Yauyos. Der Río Omas  entwässert das Areal nach Westen zum Pazifischen Ozean.
Der Distrikt San Pedro de Pilas grenzt im Westen und im Norden an die Distrikte Distrikt Omas, im Osten an den Distrikt Allauca sowie im Süden an den Distrikt Tauripampa.